# Vlag van Kaapstad

Vlag van de gemeente Kaapstad

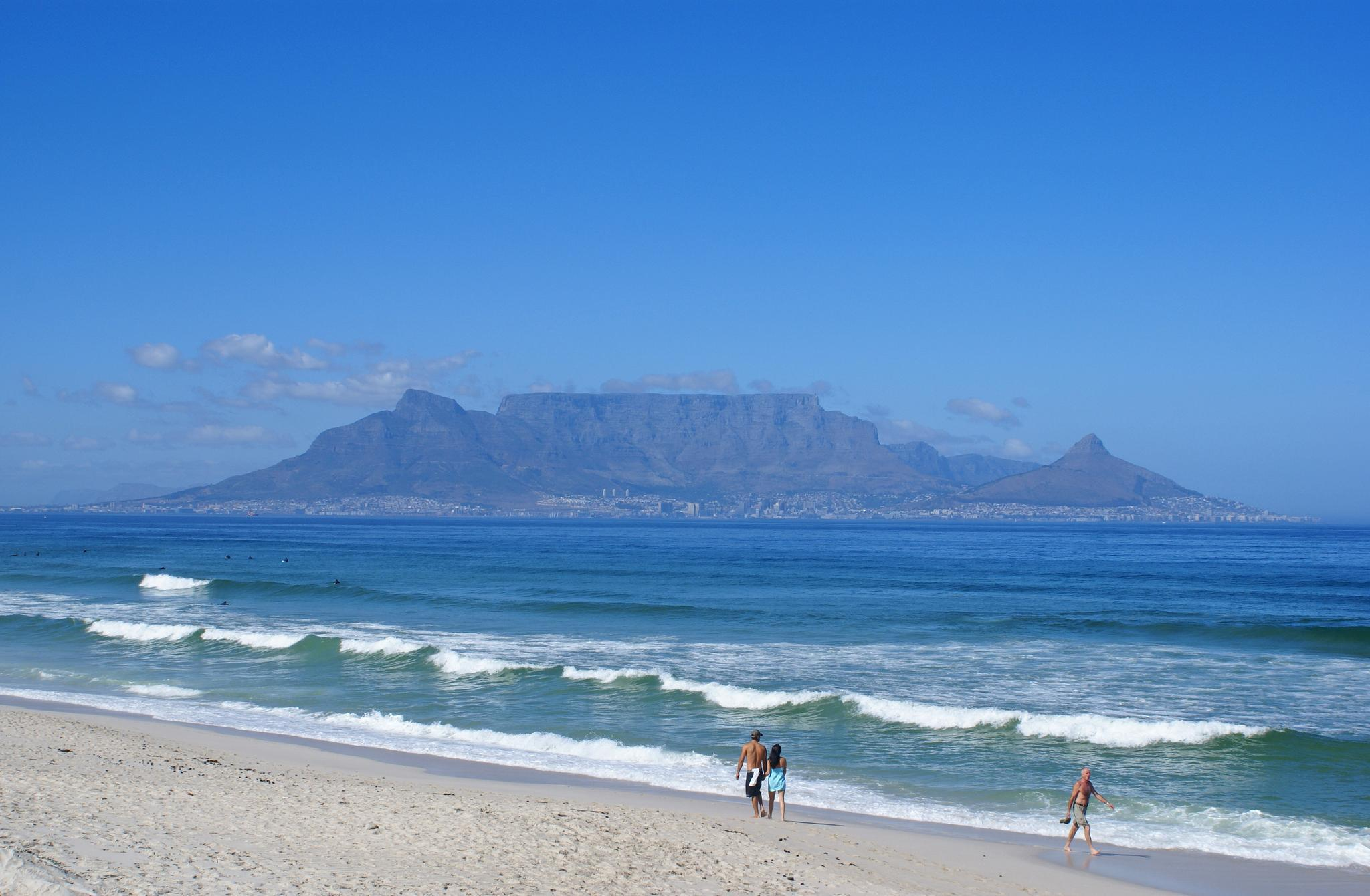
De Tafelberg werd sinds 1996 gebruikt als basis voor de verschillende logo's van de stad Kaapstad.

De vlag van Kaapstad is de gemeentevlag van de Zuid-Afrikaanse gemeente Kaapstad. Het is geen officieel geregistreerde vlag, maar bestaat uit het logo van de stad in de vorm van een vlag. Sinds 1996 is de vlag telkens veranderd als het logo van de stad is veranderd.
Het huidige logo van de stad werd in 2014 aangenomen en wordt gebruikt op de vlag van de stad. Het bestaat uit een rozet van vier concentrische ringen, elk bestaande uit zes silhouetten van de Tafelberg.
Van ongeveer 2003 tot 2004 bestond het logo uit een witte omtrek van de Tafelberg op een achtergrond van regenboogpenseelstreken.
Van 1996 tot ongeveer 2003 stond op de vlag een silhouet van de Tafelberg. De vlag werd gemaakt door een grafisch ontwerper en was niet geregistreerd bij het Zuid-Afrikaanse Bureau voor Heraldiek. Het ontwerp bestond uit een gestileerde afbeelding van de Tafelberg (en de naburige pieken Devil's Peak en Leeuwenkop) in wit op een achtergrond van blauw in het linkerbovengedeelte en groen in het rechterbovengedeelte. Onder de afbeelding van de Tafelberg is een gele "verfkwast" horizontale streep waaronder zich een rood gedeelte aan de onderkant van de vlag bevindt.
Voor 1996 bestond de vlag uit het wapen van Kaapstad op een blauw veld.

## Galerij

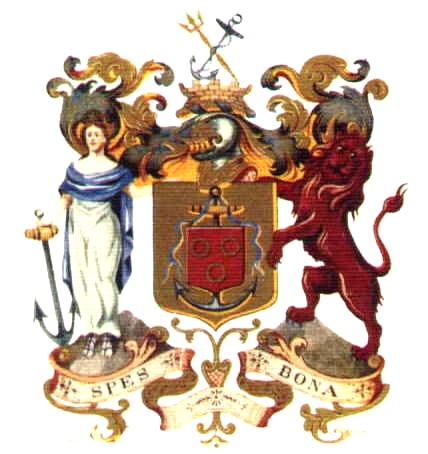
Het wapen van Kaapstad
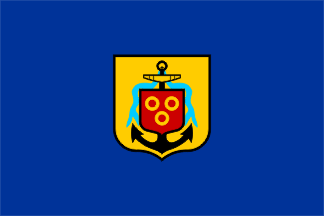
Voorgaande vlag (1997)
Voorgaande vlag (1997-2003)
Voorgaande vlag (2003-2004)